# 광영중학교
광영중학교(廣英中學校)는 대한민국 전라남도 광양시 광영동에 있는 공립 중학교이다.

## 학교 연혁
- 1990년 2월 12일 : 학교설립 인가
- 1990년 3월 1일 : 제1대 이원석 교장 부임
- 1990년 3월 8일 : 개교
- 1993년 2월 12일 : 제1회 156명 졸업
- 2023년 9월 1일 : 제13대 안인순 교장 부임
- 2025년 1월 9일 : 제33회 111명 졸업(총 졸업생 수 6,722명)

## 참고 자료
- 광영중학교 - 한국교육학술정보원 학교알리미